# Pfarrkirche Pisching

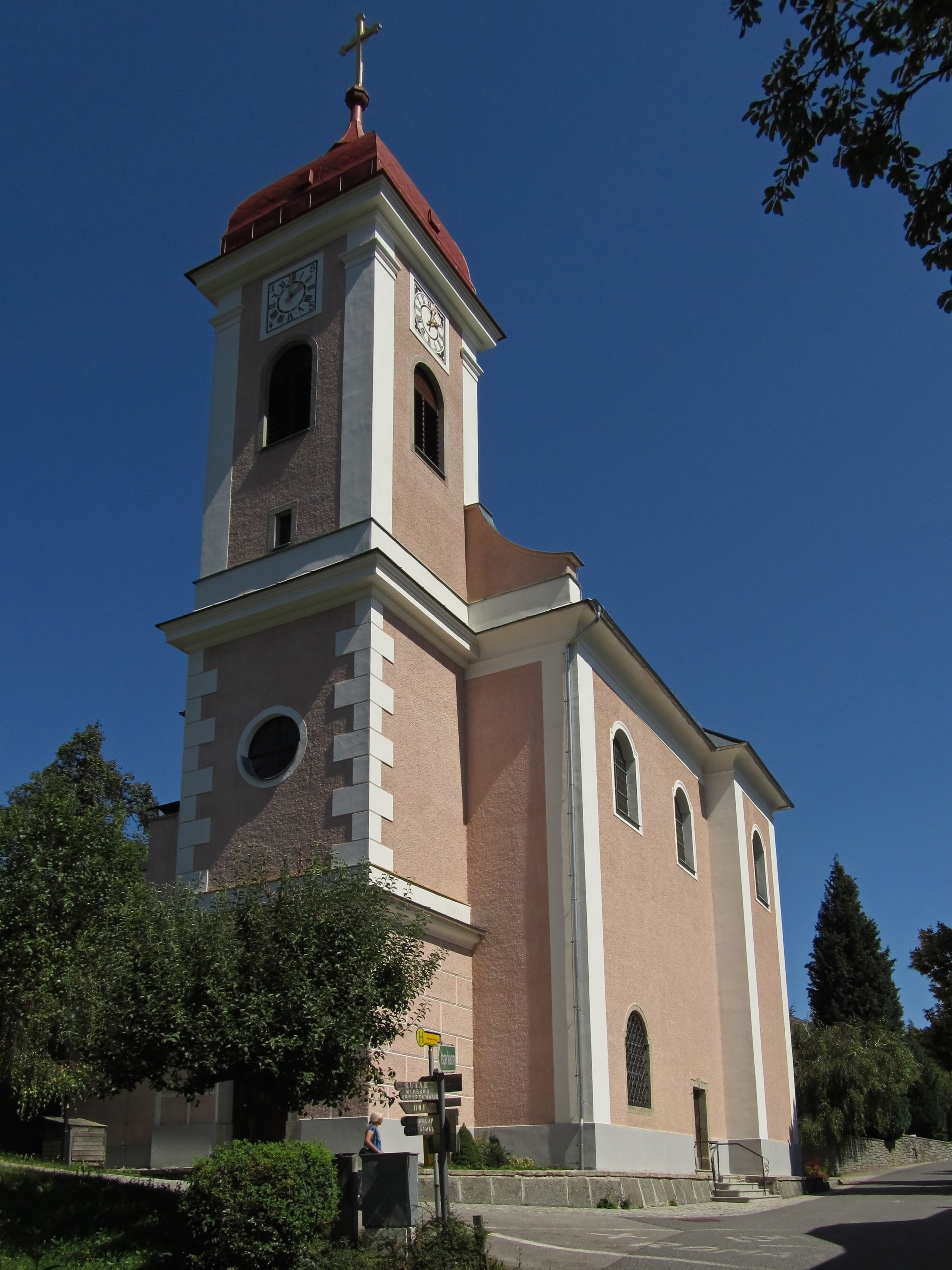
Katholische Pfarrkirche hl. Urban in Pisching

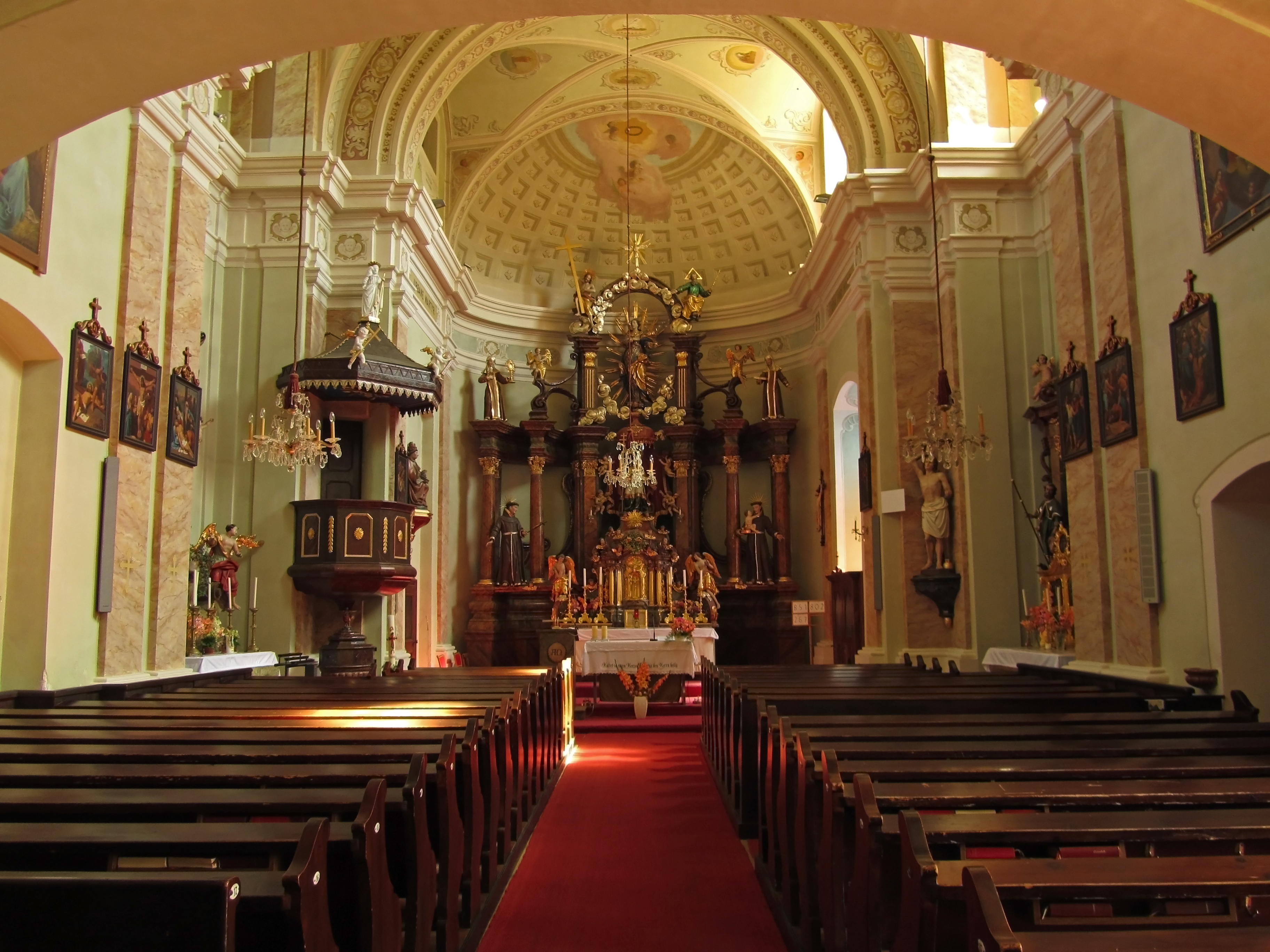
Im Langhaus zum Chor

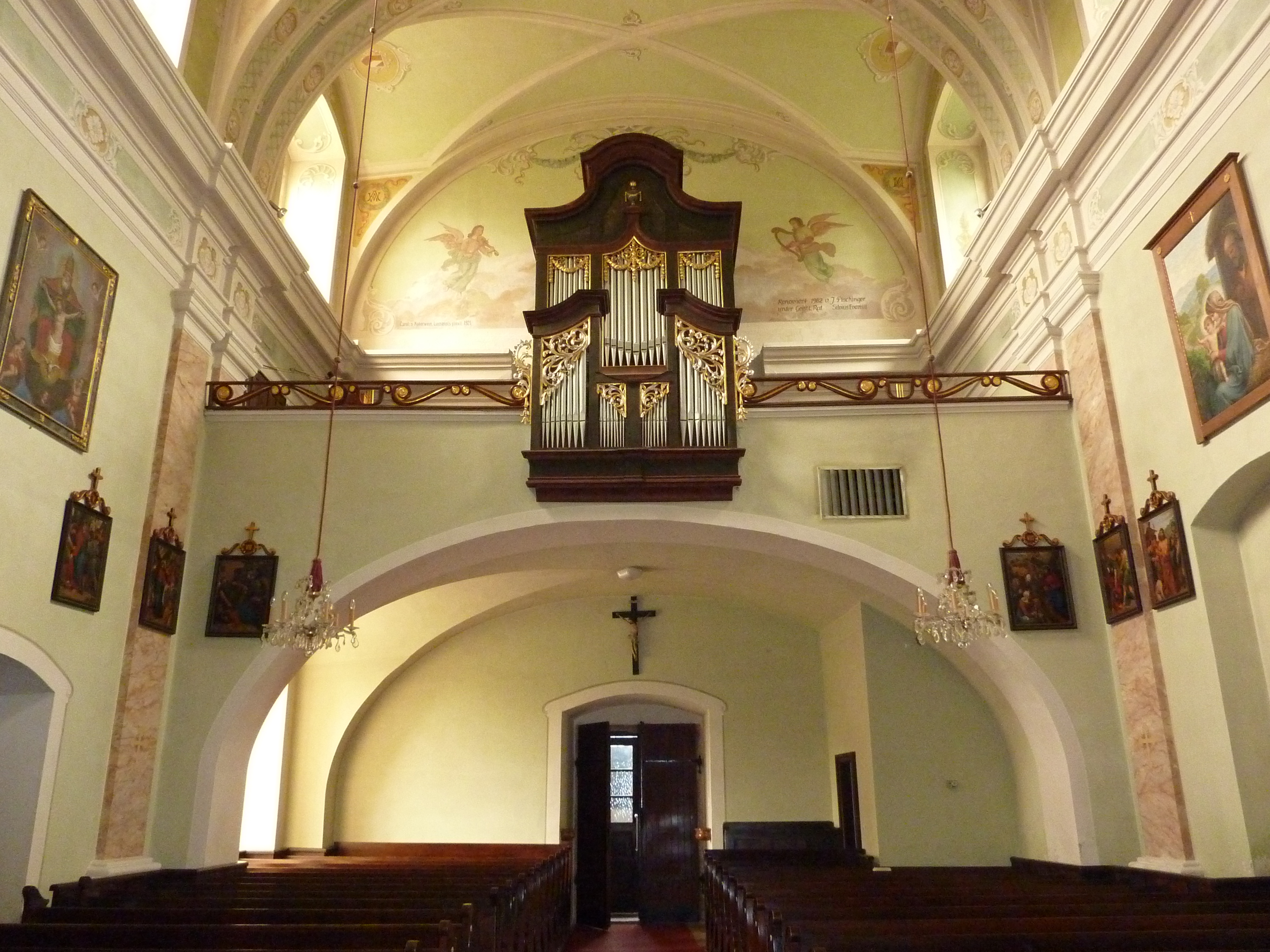
Im Langhaus zur Orgelempore

Die Pfarrkirche Pisching steht leicht erhöht inmitten der Ortschaft Pisching in der Marktgemeinde Yspertal im Bezirk Melk in Niederösterreich. Die dem heiligen Urban I. geweihte römisch-katholische Pfarrkirche gehört zum Dekanat Maria Taferl in der Diözese St. Pölten. Die Kirche steht unter Denkmalschutz (Listeneintrag).

## Geschichte
Urkundlich wurde 1533 eine Filiale der Pfarrkirche Altenmarkt im Yspertal genannt. 1783 wurde die Kirche zur Pfarrkirche erhoben.
Der barocke Kirchenbau wurde von 1735 bis 1738 nach den Plänen des Baumeisters Leopold Wißgrill erbaut und 1738 geweiht. 1840 wurde der Westfassade ein Turm vorgestellt. 1982 wurde die Kirche innen und 1984 außen restauriert.

## Architektur
Das Langhaus mit einer querschiffartigen Erweiterung und der Chor stehen unter einem gemeinsamen Dach, die Fassade hat eine Putzlisenengliederung und eingezogenen Rundbogenfenstern. Das rechteckige Südportal zeigt einen Keilstein. Der vorgestellte dreigeschoßige Westturm mit einem Haubendach zeigt die Geschoße mit profilierten Gesimsen, das Erdgeschoß zeigt eine Putzquadrierung, das zweite Geschoß eine Ortsteineinfassung, das Glockengeschoß hat Eckpilaster und rundbogige Schallfenster. Der Sakristeianbau östlich am Chor wurde 1872 aufgestockt und hat östlich ein Kreisfenster und südlich ein Rundbogenportal mit einer Tür aus dem 18. Jahrhundert.
Das Kircheninnere zeigt ein dreijochiges Langhaus, das Joch vor dem Chor ist querschiffartig verbreitert, und einen einjochigen leicht eingezogenen Chor mit einer Halbkreisapsis.
Die dekorative Deckenmalerei im Langhaus und Chor, die Apsis mit einer illusionistischen Kassettierung, malte Ferdinand Andri 1859. Die Fresken an der Westwand schuf Carolus Koberwein 1921, restauriert 1982. Es gibt ein Glasmalerei hl. Rupert um 1900.

## Ausstattung
Der Hochaltar aus 1736 wurde 1785 aus dem Franziskanerkloster Ybbs hierher übertragen, der die ganze Breite der Apsis einnehmende Aufbau aus freistehenden korinthischen Säulen und Pilastern mit einem reich verkröpften Gebälk und einen rundbogigen Aufsatz. Mittig steht unter einem Baldachin die Figur thronender hl. Urban wohl aus der Mitte des 16. Jahrhunderts, die übrigen Figuren Franz von Assisi und Antonius von Padua, im Aufsatz Maria Immaculata und Trinität, auf dem Gebälk Klara und Coletta, auf der Mensa mit dem Symbol des Franziskanerordens steht ein prunkvoller Tempietto-Tabernakel flankiert von zwei adorierenden Engeln auf weit ausladenden Voluten.
Die Orgel baute 1915 Franz Capek, das Rückpositiv ist von der alten Orgel aus 1841.